# Eunicella pillsbury
Eunicella pillsbury is een zachte koraalsoort uit de familie Gorgoniidae. De koraalsoort komt uit het geslacht Eunicella. Eunicella pillsbury werd in 1992 voor het eerst wetenschappelijk beschreven door Grasshoff. 